# Колесов Владлен Серафимович
Владлен Серафимович Колесов (нар. 26 листопада 1931, місто Київ — 21 січня 2012, місто Київ) —  радянський військовий діяч, генерал-полковник. Депутат Верховної Ради Молдавської РСР 11—12-го скликань (1985—1992 роки).

## Біографія
Народився в родині військовослужбовця. Росіянин.
У 1943—1949 роках навчався в Сталінградському суворовському військовому училищі. У 1949—1951 роках — курсант Кавказького Червонопрапорного суворовського офіцерського училища в місті Дзауджикау (Владикавказ).
У 1951 році, після закінчення училища, направлений для проходження служби до Групи радянських окупаційних військ в Німеччині. У 1951—1958 роках — командир кулеметного взводу, лейтенант, старший лейтенант.
Член КПРС з 1956 року.
У 1958—1959 роках — командир стрілецької роти в Групі радянських окупаційних військ в Німеччині, капітан.
У 1959—1960 роках — командир стрілецької роти у місті Чернівцях Прикарпатського військового округу, капітан.
У 1960—1963 роках — слухач Військової академії імені Фрунзе.
У 1963—1965 роках — командир парашутно-десантного батальйону 357-го гвардійського парашутно-десантного полку 103-ї гвардійської повітряно-десантної дивізіяї імені 60-річчя СРСР в с. Боровуха Білоруського військового округу, майор.
У 1965—1967 роках — начальник штабу — 1-й заступник командира 357-го гвардійського парашутно-десантного полку.
У 1967—1969 роках — командир 350-го гвардійського парашутно-десантного полку 103-ї гвардійської повітряно-десантної дивізії імені 60-річчя СРСР, підполковник.
У 1969—1970 роках — заступник командира 106-ї гвардійської повітряно-десантної дивізії в місті Тула Московського військового округу.
У 1970—1972 роках — слухач Академії Генерального Штабу Збройних сил СРСР імені Ворошилова.
У 1972—1975 роках — командир 105-ї гвардійської повітряно-десантної дивізії в місті Фергана Туркестанського військового округу, полковник, генерал-майор.
У 1975—1977 роках — командир 12-го армійського корпусу в місті Краснодарі Північнокавказького військового округу.
У 1977—1979 роках — командувач 38-ї армії Прикарпатського військового округу (місто Івано-Франківськ).
У 1979—1984 роках — начальник штабу — 1-й заступник командувача, член військової ради Південної групи військ (місто Будапешт, Угорщина).
У 1984—1992 роках — начальник штабу — 1-й заступник головнокомандувача військ Південно-Західного напрямку (місто Кишинів, Молдавська РСР). Учасник ліквідації наслідків аварії на Чорнобильській АЕС.
У 1992 році звільнений з лав збройних сил, у відставці в місті Києві.
У 1996—2006 роках — викладач кафедри стратегії Військової Академії Збройних Сил України у місті Києві.
Похований в Києві.

## Звання
- генерал-майор (8.05.1974)
- генерал-лейтенант (16.02.1979)
- генерал-полковник (18.02.1985)

## Нагороди
- Орден Трудового Червоного Прапора (1986)
- два ордени Червоного Прапора (1968, 1969)
- два ордени Червоної Зірки (1981, 1984)
- орден «За службу Батьківщині у Збройних Силах СРСР» 3-го ступеня (1975)
- Орден «За заслуги перед Вітчизною» 3 ступеня (1988)
- медалі
- Почесна грамота Президії Верховної Ради Української РСР (1986)